# Estadio Letní (Chomutov)
Letní stadion, anteriormente conocido como Městský stadion, es un estadio multipropósito en Chomutov, República Checa. Utilizado principalmente para fútbol,  es el estadio de FC Chomutov. El estadio tiene una capacidad de 10.000 espectadores, del cual 1000 pueden estar sentados.